# Tỉnh ủy Quảng Nam
Tỉnh ủy Quảng Nam hay còn được gọi Ban chấp hành Đảng bộ tỉnh Quảng Nam, hay Đảng ủy tỉnh Quảng Nam. Là cơ quan lãnh đạo cao nhất của Đảng bộ tỉnh Quảng Nam giữa hai kỳ đại hội đại biểu Đảng bộ tỉnh. Đứng đầu Tỉnh ủy là Bí thư Tỉnh ủy và thường là ủy viên Ban chấp hành Trung ương Đảng.

## Lịch sử
Ngay sau khi Đảng Cộng sản Việt Nam được thành lập, Tỉnh bộ lâm thời Đông Dương Cộng sản Đảng ở Quảng Nam nhất trí thực hiện chủ trương hợp nhất của Trung ương Đảng.
Ngày 28-3-1930, Tỉnh ủy lâm thời Quảng Nam được thành lập, Tỉnh ủy lâm thời gồm Phan Văn Định, Phạm Thâm, Nguyễn Thái do Phan Văn Định làm Bí thư. Về sau, Tỉnh ủy lâm thời được tăng cường thêm ba cán bộ, và Phạm Thâm được đề cử làm Bí thư Tỉnh ủy.
Trong thời gian từ 3/1930-1/1948 tỉnh ủy rơi vào hoàn cảnh hết sức khó khăn, quân Pháp khủng bố đàn áp dã man, có những lúc không liên lạc được với cơ sở được quần chúng nhân dân ủng hộ nên vẫn tiếp tục hoạt động.
Trong thời gian từ 1950-1952 Đảng bộ Quảng Nam và Đà Nẵng hoạt động độc lập theo đơn vị hành chính. Từ tháng 3/1952, 2 Đảng bộ tiến hành thống nhất thành Đảng bộ Quảng Nam-Đà Nẵng.
Năm 1962 để thuận tiện trong công tác cách mạng, Khu ủy Khu V đã quyết định tách tỉnh Quảng Nam-Đà Nẵng thành 2 tỉnh Quảng Nam và Quảng Đà.
Từ năm 1967 Khu ủy Khu V quyết định sát nhật tỉnh Quảng Đà và thành phố Đà Nẵng thành Đặc khu Quảng Đà.
Từ tháng 10/1975 Ban Thường vụ Khu V ra Nghị quyết 119/QĐ về việc hợp nhất tỉnh Quảng Nam và Đặc khu Quảng Đà thành tỉnh Quảng Nam-Đà Nẵng. Ban Chấp hành lâm thời tỉnh ủy Quảng Nam-Đà Nẵng được thành lập.
Năm 1996 tách tỉnh Quảng Nam-Đà Nẵng thành 2 tỉnh Quảng Nam và thành phố Đà Nẵng, đồng thời thành lập Ban Chấp hành lâm thời tỉnh Quảng Nam và Ban Chấp hành lâm thời thành phố Đà Nẵng.
Theo Nghị quyết số 202/2025/QH15 ngày 12/6/2025 của Quốc hội về việc sắp xếp đơn vị hành chính cấp tỉnh, sắp xếp toàn bộ diện tích tự nhiên, quy mô dân số của TP. Đà Nẵng và tỉnh Quảng Nam thành thành phố mới có tên gọi là TP. Đà Nẵng.

## Tổ chức
Tỉnh ủy Quảng Nam gồm các ban, đơn vị trực thuộc sau:
- Văn phòng Tỉnh ủy
- Ban Tổ chức
- Ban Tuyên giáo và Dân vận
- Ủy ban Kiểm tra
- Ban Nội chính
- Đảng bộ Các cơ quan Đảng tỉnh
- Đảng bộ UBND tỉnh

## Bí thư tỉnh ủy
Bí thư Tỉnh ủy là người đứng đầu Đảng bộ tỉnh. Quảng Nam dơn vị hành chính cấp tỉnh nên các bí thư tỉnh ủy thường là Ủy viên Trung ương Đảng.

### Giai đoạn 1930-1948
| STT | Tên                        | Nhiệm kỳ        | Chức vụ                                        | Ghi chú                            |
| --- | -------------------------- | --------------- | ---------------------------------------------- | ---------------------------------- |
| 1   | Phan Văn Định              | 3-8/1930        | Bí thư Tỉnh ủy lâm thời Quảng Nam              |                                    |
| 2   | Phạm Thâm (Phạm Tấn Khánh) | 8/1930-10/1930  | Bí thư Tỉnh ủy Quảng Nam                       |                                    |
| 3   | Võ Minh                    | 1932-5/1935     | Bí thư Tỉnh ủy Quảng Nam                       |                                    |
| 4   | Nguyễn Trác                | 1936-10/1938    | Bí thư Tỉnh ủy Quảng Nam                       |                                    |
| 5   | Nguyễn Thành Hãn           | 11/1938-2/1939  | Bí thư Tỉnh ủy Quảng Nam                       |                                    |
| 6   | Nguyễn Đức Thiện           | 3-8/1939        | Bí thư Tỉnh ủy Quảng Nam                       |                                    |
| 7   | Võ Chí Công                | 3/1940-10/1940  | Bí thư Tỉnh uỷ lâm thời tỉnh Quảng Nam-Đà Nẵng | [ 1 ]                              |
| 8   | Hồ Tỵ                      | 10/1940-10/1941 | Bí thư Tỉnh ủy Quảng Nam                       | Bị thực dân Pháp bắt tháng 10/1940 |
| 9   | Trương Hoàn                | 10/1941-7/1942  | Bí thư Tỉnh ủy Quảng Nam                       | [ 3 ] [ 4 ]                        |
| 7   | Võ Chí Công                | 8/1942-10/1943  | Bí thư Tỉnh ủy Quảng Nam                       |                                    |
| 10  | Trần Văn Quế               | 4/1944-9/1945   | Bí thư Tỉnh ủy lâm thời Quảng Nam              | [ 5 ]                              |
| 11  | Nguyễn Xuân Nhĩ            | 11/1945–10/1946 | Bí thư Tỉnh ủy lâm thời Quảng Nam              | [ 6 ]                              |
| 12  | Trương Quang Giao          | 11/1946-01/1949 | Bí thư Liên Tỉnh ủy Quảng Nam–Đà Nẵng          | [ 7 ]                              |

### Giai đoạn 1948-1962
| STT | Lần thứ | Đại hội Đảng bộ | Tên              | Nhiệm kỳ       | Chức vụ                          | Phó Bí thư   | Ghi chú |
| --- | ------- | --------------- | ---------------- | -------------- | -------------------------------- | ------------ | ------- |
| 1   | 1       | I               | Nguyễn Xuân Hữu  | 1/1949-1/1950  | Bí thư Tỉnh ủy Quảng Nam–Đà Nẵng | Cao Sơn Pháo |         |
| 2   | 1       | II              | Cao Sơn Pháo     | 2/1950-1951    | Bí thư Tỉnh ủy Quảng Nam–Đà Nẵng | Lê Bình      |         |
| 3   | 1       | II              | Võ Chí Công      | 1951-3/1952    | Bí thư Tỉnh ủy Quảng Nam         | Lê Bình      |         |
| 4   | 2       | III             | Võ Chí Công      | 3/1952-1953    | Bí thư Tỉnh ủy Quảng Nam–Đà Nẵng | Võ Văn Đặng  |         |
| 5   | 1       | III             | Trương Chí Cương | 8/1954-1/1955  | Bí thư Tỉnh ủy Quảng Nam–Đà Nẵng | Võ Văn Đặng  | [ 8 ]   |
| 6   | 1       | III             | Phan Tốn         | 7/1955-2/1956  | Bí thư Tỉnh ủy Quảng Nam–Đà Nẵng | Cao Sơn Pháo |         |
| 6   | 1       | III             | Phan Tốn         | 7/1955-2/1956  | Bí thư Tỉnh ủy Quảng Nam–Đà Nẵng | Võ Văn Đặng  |         |
| 7   | 2       | III             | Phan Tốn         | 2/1956-1959    | Bí thư Tỉnh ủy Quảng Nam         | Võ Văn Đặng  |         |
| 8   | 2       | IV              | Trương Chí Cương | 1/1960-12/1960 | Bí thư Tỉnh ủy Quảng Nam–Đà Nẵng | Phạm Tứ      |         |
| 9   | 1       | IV              | Phạm Tứ          | 1961-12/1962   | Bí thư Tỉnh ủy Quảng Nam–Đà Nẵng | -            |         |

### Giai đoạn 1962-1967
| STT | Đại hội Đảng bộ | Tên            | Nhiệm kỳ        | Chức vụ                  | Phó Bí thư     | Ghi chú |
| --- | --------------- | -------------- | --------------- | ------------------------ | -------------- | ------- |
| 1   | V               | Phạm Tứ        | 1/1963-3/1963   | Bí thư Tỉnh ủy Quảng Nam | Vũ Trọng Hoàng |         |
| 2   | V               | Vũ Trọng Hoàng | 3/1963-12/1964  | Bí thư Tỉnh ủy Quảng Nam | -              |         |
| 3   | VI              | Vũ Trọng Hoàng | 12/1964-10/1967 | Bí thư Tỉnh ủy Quảng Nam | Đào Đắc Trinh  |         |

| STT | Đại hội Đảng bộ | Tên       | Nhiệm kỳ        | Chức vụ                 | Phó Bí thư | Ghi chú |
| --- | --------------- | --------- | --------------- | ----------------------- | ---------- | ------- |
| 1   | V               | Hồ Nghinh | 1/1963-12/1964  | Bí thư Tỉnh ủy Quảng Đà | -          |         |
| 2   | VI              | Hồ Nghinh | 12/1964-11/1967 | Bí thư Tỉnh ủy Quảng Đà | Trần Thận  |         |

### Giai đoạn 1967-1976
| STT | Đại hội Đảng bộ | Tên              | Nhiệm kỳ       | Chức vụ                  | Phó Bí thư          | Ghi chú |
| --- | --------------- | ---------------- | -------------- | ------------------------ | ------------------- | ------- |
| 1   | VII             | Vũ Trọng Hoàng   | 10/1967-1968   | Bí thư Tỉnh ủy Quảng Nam | Đào Đắc Trinh       |         |
| 1   | VII             | Vũ Trọng Hoàng   | 10/1967-1968   | Bí thư Tỉnh ủy Quảng Nam | Hoàng Nguyên Trường |         |
| 1   | VII             | Vũ Trọng Hoàng   | 10/1967-1968   | Bí thư Tỉnh ủy Quảng Nam | Hoàng Minh Thắng    |         |
| 2   | VII             | Trần Thận        | 1968-11/1969   | Bí thư Tỉnh ủy Quảng Nam | Đào Đắc Trinh       |         |
| 2   | VII             | Trần Thận        | 1968-11/1969   | Bí thư Tỉnh ủy Quảng Nam | Hoàng NguyênTrường  |         |
| 2   | VII             | Trần Thận        | 1968-11/1969   | Bí thư Tỉnh ủy Quảng Nam | Hoàng Minh Thắng    |         |
| 3   | VIII            | Trần Thận        | 11/1969-5/1970 | Bí thư Tỉnh ủy Quảng Nam | Đỗ Thế Chấp         |         |
| 4   | VIII            | Hoàng Minh Thắng | 4/1970-3/1973  | Bí thư Tỉnh ủy Quảng Nam | Đỗ Thế Chấp         |         |
| 5   | IX              | Hoàng Minh Thắng | 3/1973-10/1975 | Bí thư Tỉnh ủy Quảng Nam | Võ Quỳnh            |         |
| 5   | IX              | Hoàng Minh Thắng | 3/1973-10/1975 | Bí thư Tỉnh ủy Quảng Nam | Đỗ Thế Chấp         |         |

| STT | Đại hội Đảng bộ | Tên              | Nhiệm kỳ       | Chức vụ                    | Phó Bí thư    | Ghi chú |
| --- | --------------- | ---------------- | -------------- | -------------------------- | ------------- | ------- |
| 1   | VII             | Hồ Nghinh        | 10/1967-1/1968 | Bí thư Đặc khu ủy Quảng Đà | Trần Thận     |         |
| 1   | VII             | Hồ Nghinh        | 10/1967-1/1968 | Bí thư Đặc khu ủy Quảng Đà | Mai Đăng Chơn |         |
| 2   | VII             | Trương Chí Cương | 1/1968         | Bí thư Đặc khu ủy Quảng Đà | Trần Thận     |         |
| 2   | VII             | Trương Chí Cương | 1/1968         | Bí thư Đặc khu ủy Quảng Đà | Mai Đăng Chơn |         |
| 3   | VII             | Hồ Nghinh        | 2/1968-8/1971  | Bí thư Đặc khu ủy Quảng Đà | Trần Thận     |         |
| 3   | VII             | Hồ Nghinh        | 2/1968-8/1971  | Bí thư Đặc khu ủy Quảng Đà | Mai Đăng Chơn |         |
| 4   | IX              | Hồ Nghinh        | 8/1971-8/1973  | Bí thư Đặc khu ủy Quảng Đà | Trần Văn Đàn  |         |
| 5   | IX              | Trần Thận        | 8/1973-9/1973  | Bí thư Đặc khu ủy Quảng Đà | Trần Văn Đàn  |         |
| 6   | X               | Trần Thận        | 9/1973-3/1975  | Bí thư Đặc khu ủy Quảng Đà | Trần Văn Đán  |         |
| 6   | X               | Trần Thận        | 9/1973-3/1975  | Bí thư Đặc khu ủy Quảng Đà | Phạm Đức Nam  |         |
| 7   | X               | Hồ Nghinh        | 3/1975-10/1975 | Bí thư Đặc khu ủy Quảng Đà | Trần Văn Đán  |         |
| 7   | X               | Hồ Nghinh        | 3/1975-10/1975 | Bí thư Đặc khu ủy Quảng Đà | Phạm Đức Nam  |         |

### Giai đoạn 1975-1996
Ủy viên Trung ương Đảng
      Ủy viên Trung ương Đảng dự khuyết
| STT | Đại hội Đảng bộ | Tên               | Nhiệm kỳ        | Chức vụ           | Chức vụ                          | Phó Bí thư     | Ghi chú |
| --- | --------------- | ----------------- | --------------- | ----------------- | -------------------------------- | -------------- | ------- |
| 1   | -               | Hồ Nghinh         | 10/1975-11/1976 |                   | Bí thư Tỉnh ủy Quảng Nam-Đà Nẵng | Võ Văn Đồng    |         |
| 1   | -               | Hồ Nghinh         | 10/1975-11/1976 | Hoàng Minh Thắng  | Bí thư Tỉnh ủy Quảng Nam-Đà Nẵng |                |         |
| 2   | XI              | Hồ Nghinh         | 11/1976-12/1979 |                   | Bí thư Tỉnh ủy Quảng Nam-Đà Nẵng | Võ Văn Đồng    |         |
| 2   | XI              | Hồ Nghinh         | 11/1976-12/1979 | Hoàng Minh Thắng  | Bí thư Tỉnh ủy Quảng Nam-Đà Nẵng |                |         |
| 3   | XII             | Hồ Nghinh         | 12/1979-4/1982  |                   | Bí thư Tỉnh ủy Quảng Nam-Đà Nẵng | Võ Văn Đồng    |         |
| 3   | XII             | Hồ Nghinh         | 12/1979-4/1982  | Hoàng Minh Thắng  | Bí thư Tỉnh ủy Quảng Nam-Đà Nẵng |                |         |
| 4   | XII             | Hoàng Minh Thắng  | 4/1982-1/1983   |                   | Bí thư Tỉnh ủy Quảng Nam-Đà Nẵng | Võ Văn Đồng    |         |
| 4   | XII             | Hoàng Minh Thắng  | 4/1982-1/1983   | Phạm Đức Nam      | Bí thư Tỉnh ủy Quảng Nam-Đà Nẵng |                |         |
| 5   | XIII            | Hoàng Minh Thắng  | 1/1983-4/1986   |                   | Bí thư Tỉnh ủy Quảng Nam-Đà Nẵng | Võ Văn Đồng    |         |
| 5   | XIII            | Hoàng Minh Thắng  | 1/1983-4/1986   | Phạm Đức Nam      | Bí thư Tỉnh ủy Quảng Nam-Đà Nẵng |                |         |
| 5   | XIII            | Hoàng Minh Thắng  | 1/1983-4/1986   | Nguyễn Thành Long | Bí thư Tỉnh ủy Quảng Nam-Đà Nẵng |                |         |
| 6   | XIII            | Nguyễn Thành Long | 4-10/1986       |                   | Bí thư Tỉnh ủy Quảng Nam-Đà Nẵng | Nguyễn Văn Chi |         |
| 6   | XIII            | Nguyễn Thành Long | 4-10/1986       | Phạm Đức Nam      | Bí thư Tỉnh ủy Quảng Nam-Đà Nẵng |                |         |
| 7   | XIV             | Nguyễn Văn Chi    | 10/1986-10/1991 |                   | Bí thư Tỉnh ủy Quảng Nam-Đà Nẵng | Nguyễn Thành   |         |
| 7   | XIV             | Nguyễn Văn Chi    | 10/1986-10/1991 | Trần Đình Đạm     | Bí thư Tỉnh ủy Quảng Nam-Đà Nẵng |                |         |
| 8   | XV              | Nguyễn Văn Chi    | 10/1991-3/1994  |                   | Bí thư Tỉnh ủy Quảng Nam-Đà Nẵng | Lê Quốc Khánh  |         |
| 8   | XV              | Nguyễn Văn Chi    | 10/1991-3/1994  | Trần Đình Đạm     | Bí thư Tỉnh ủy Quảng Nam-Đà Nẵng |                |         |
| 9   | XV              | Mai Thúc Lân      | 3/1994-4/1996   |                   | Bí thư Tỉnh ủy Quảng Nam-Đà Nẵng | Lê Quốc Khánh  |         |
| 9   | XV              | Mai Thúc Lân      | 3/1994-4/1996   | Trương Quang Được | Bí thư Tỉnh ủy Quảng Nam-Đà Nẵng |                |         |
| 10  | XVI             | Mai Thúc Lân      | 4/1996-12/1996  |                   | Bí thư Tỉnh ủy Quảng Nam-Đà Nẵng | Nguyễn Đức Hạt |         |
| 10  | XVI             | Mai Thúc Lân      | 4/1996-12/1996  | Trương Quang Được | Bí thư Tỉnh ủy Quảng Nam-Đà Nẵng |                |         |

### Giai đoạn 1996-2025
Ủy viên Trung ương Đảng
      Ủy viên dự khuyết Trung ương Đảng 
| STT | Đại hội Đảng bộ | Tên                     | Nhiệm kỳ              | Chức vụ                  | Chức vụ                  | Phó Bí thư       | Ghi chú     |
| --- | --------------- | ----------------------- | --------------------- | ------------------------ | ------------------------ | ---------------- | ----------- |
| 1   | -               | Mai Thúc Lân            | 12/1996-10/1997       |                          | Bí thư Tỉnh ủy Quảng Nam | Nguyễn Đức Hạt   |             |
| 1   | -               | Mai Thúc Lân            | 12/1996-10/1997       | Lê Trí Tập               | Bí thư Tỉnh ủy Quảng Nam |                  |             |
| 2   | XVII            | Nguyễn Đức Hạt          | 10/1997-12/2000       |                          | Bí thư Tỉnh ủy Quảng Nam | Nguyễn Hữu Mai   |             |
| 2   | XVII            | Nguyễn Đức Hạt          | 10/1997-12/2000       | Lê Trí Tập               | Bí thư Tỉnh ủy Quảng Nam |                  |             |
| 3   | XVIII           | Nguyễn Đức Hạt          | 12/2000-8/2001        |                          | Bí thư Tỉnh ủy Quảng Nam | Vũ Ngọc Hoàng    |             |
| 3   | XVIII           | Nguyễn Đức Hạt          | 12/2000-8/2001        | Nguyễn Hữu Mai           | Bí thư Tỉnh ủy Quảng Nam |                  |             |
| 4   | XVIII           | Vũ Ngọc Hoàng           | 8/2001-12/2005        |                          | Bí thư Tỉnh ủy Quảng Nam | Nguyễn Xuân Phúc |             |
| 4   | XVIII           | Vũ Ngọc Hoàng           | 8/2001-12/2005        | Nguyễn Hữu Mai           | Bí thư Tỉnh ủy Quảng Nam |                  |             |
| 5   | XIX             | Vũ Ngọc Hoàng           | 12/2005-28/2/2008     |                          | Bí thư Tỉnh ủy Quảng Nam | Nguyễn Xuân Phúc |             |
| 5   | XIX             | Vũ Ngọc Hoàng           | 12/2005-28/2/2008     | Nguyễn Đức Hải           | Bí thư Tỉnh ủy Quảng Nam |                  |             |
| 6   | XIX             | Nguyễn Đức Hải          | 28/2/2008-28/9/2010   |                          | Bí thư Tỉnh ủy Quảng Nam | Lê Minh Ánh      |             |
| 6   | XIX             | Nguyễn Đức Hải          | 28/2/2008-28/9/2010   | Nguyễn Văn Sỹ            | Bí thư Tỉnh ủy Quảng Nam |                  |             |
| 7   | XX              | Nguyễn Đức Hải          | 28/9/2010-27/2/2015   |                          | Bí thư Tỉnh ủy Quảng Nam | Nguyễn Văn Sỹ    |             |
| 7   | XX              | Nguyễn Đức Hải          | 28/9/2010-27/2/2015   | Lê Phước Thanh           | Bí thư Tỉnh ủy Quảng Nam |                  |             |
| 8   | XX              | Lê Phước Thanh          | 27/2/2015-30/9/2015   |                          | Bí thư Tỉnh ủy Quảng Nam | Đinh Văn Thu     |             |
| 8   | XX              | Lê Phước Thanh          | 27/2/2015-30/9/2015   | Phan Việt Cường          | Bí thư Tỉnh ủy Quảng Nam |                  |             |
| 8   | XX              | Lê Phước Thanh          | 27/2/2015-30/9/2015   | Nguyễn Ngọc Quang        | Bí thư Tỉnh ủy Quảng Nam |                  |             |
| 9   | XX              | Nguyễn Ngọc Quang       | 30/9/2015-14/10/2015  |                          | Bí thư Tỉnh ủy Quảng Nam | Đinh Văn Thu     |             |
| 9   | XX              | Nguyễn Ngọc Quang       | 30/9/2015-14/10/2015  | Phan Việt Cường          | Bí thư Tỉnh ủy Quảng Nam |                  |             |
| 10  | XXI             | Nguyễn Ngọc Quang       | 14/10/2015-31/12/2018 |                          | Bí thư Tỉnh ủy Quảng Nam | Đinh Văn Thu     |             |
| 10  | XXI             | Nguyễn Ngọc Quang       | 14/10/2015-31/12/2018 | Phan Việt Cường          | Bí thư Tỉnh ủy Quảng Nam |                  |             |
| 11  | XXI             | Phan Việt Cường         | 1/2019-10/2020        |                          | Bí thư Tỉnh ủy Quảng Nam | Đinh Văn Thu     | đến 10/2019 |
| 11  | XXI             | Phan Việt Cường         | 1/2019-10/2020        | Lê Văn Dũng              | Bí thư Tỉnh ủy Quảng Nam | từ 04/2019       |             |
| 11  | XXI             | Phan Việt Cường         | 1/2019-10/2020        | Lê Trí Thanh             | Bí thư Tỉnh ủy Quảng Nam | từ 11/2019       |             |
| 12  | XXII            | Phan Việt Cường         | 10/2020-1/2024        | Bí thư Tỉnh ủy Quảng Nam | Lê Văn Dũng              |                  |             |
| 12  | XXII            | Lương Nguyễn Minh Triết | 1/2024-6/2025         | Bí thư Tỉnh ủy Quảng Nam |                          | Lê Trí Thanh     | đến 04/2024 |
| 12  | XXII            | Lương Nguyễn Minh Triết | 1/2024-6/2025         | Bí thư Tỉnh ủy Quảng Nam | Nguyễn Đức Dũng          | từ 07/2024       |             |